# Калиновский, Мартин
Марти́н Калино́вский (пол. Marcin Kalinowski; ок. 1605 — 2 июня 1652) — королевский ротмистр в 1633 году, первый черниговский воевода (1635—1652), польный гетман коронный (1646—1652). Погиб в битве под Батогом.

## Биография
Младший (третий) сын старосты винницкого и брацлавского Валентия Александра Калиновского (ум. 1620) и Эльжбеты Струсь. В 1618 году находился в войске королевича Владислава под Москвой, где был опасно ранен. После смерти своего отца Валентия Александра Калиновского и брата Войцеха в битве при Цецоре, Мартин получил в наследство фамильный замок в Гусятине. Карьера Мартина была стремительной даже по тем временам. В начале 1620 гг. он стал старостой литинским и брацлавским, в 1628 году — каменецким подкоморием, в 1635 году — первым воеводой черниговским. В 1646 году Мартин Калиновский был назначен польным коронным гетманом, а через два года принял Брацлавское воеводство. В 1640-х гг построил внушительный Сидоровский замок.
На протяжении 20 лет Калиновский побывал в десятках битв, воевал со шведами, татарами, усмирял казацкие восстания, в 1633 году был ранен под Смоленском. В самом начале восстания Богдана Хмельницкого, в мае 1648 года, войска Калиновского были наголову разбиты козацкой армией под Корсунем. Сам Калиновский попал в татарский плен. Вернувшись из Крыма, зимой 1651 года он совершил широкомасштабное вторжение на Брацлавщину. В ходе рейда польская армия атаковала и заняла Мурафу, Стину, Ямполь, Шаргород. В те дни в Красном потерпел поражение и погиб козацкий полковник Данило Нечай. Войска Мартина Калиновского сумел остановить под Винницей другой легендарный козацкий полковник Иван Богун. Последнюю в своей жизни военную операцию Мартин Калиновский произвёл на землях Брацлавщины. В мае 1652 года в битве около горы Батог недалеко от Ладыжина его армия была окружена и уничтожена объединённым войском запорожцев и татар. Польный гетман коронный Мартин Калиновський и его сын, великий обозный коронный Самуил Ежи, повторив судьбу отца, деда, брата и дяди — погибли.

Тогдажъ, какъ сошлися козаки и татаре съ ляхами на Батозѣ, тотъ часъ козаки и не хотя ударили на обозъ лядский, а татаре на войско лядское, которое, не вѣдая козаковъ, опановавшихъ обозъ ихъ, туда обратилися; ажъ козаки, запаливши обозъ ихъ, противу нихъ бросились, а тутъ рѣка Бугъ. И такъ ляховъ всѣхъ висѣкли, въ томъ числѣ и самого гетмана Калѣновского, котораго и голову до Хмелницкого на копьи принесено, и Собецкого, старосту красноставского; прочіихъ же избѣгшихъ посполство, изволѣкая от болота, убивали нещадно, а сынъ Калѣновского въ Бубновцѣ, бѣжа мостомъ, обвалився, утонулъ; иныхъ же многочисленныхъ татаре были побрали, но и сихъ Хмелницкій, мстячись за Берестецкое над козаками немилосердіе, всѣхъ велѣлъ порубать. Да тогдажъ под сию войну по городахъ вездѣ пановъ, старостъ, на свои добра понаездив’шихъ, знову всѣхъ вибили люды посполитые.— Летопись Самовидца по новооткрытым спискам, Под ред. О. И. Левицкого. — К., 1878. — с. 211-319.